# 新彼得罗波利斯
新彼得罗波利斯是巴西南大河州的一个市镇。总面积291.079平方公里，总人口17778人，人口密度61.1人/平方公里。